# 罗伯特·布罗德

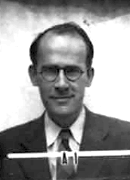
罗伯特·比格姆·布罗德，出自布罗德在洛斯阿拉莫斯实验室的ID。

罗伯特·比格姆·布罗德（英語：Robert Bigham Brode，1900年6月12日—1986年2月19日），美国物理学家，二战期间引导曼哈顿计划中洛斯阿拉莫斯实验室研制了核武器的引线用于对广岛和长崎用原子弹进行轰炸。